# Сойга (приток Вычегды)
Сойга — река в России, протекает по Ленскому району Архангельской области. Устье реки находится в 105 км по правому берегу реки Вычегды. Длина реки составляет 26 км.

## Данные водного реестра
По данным государственного водного реестра России относится к Двинско-Печорскому бассейновому округу, водохозяйственный участок реки — Вычегда от города Сыктывкар и до устья, речной подбассейн реки — Вычегда. Речной бассейн реки — Северная Двина.
Код объекта в государственном водном реестре — 03020200212103000023979.